# 大阪電気通信大学の人物一覧
大阪電気通信大学の人物一覧（おおさかでんきつうしんだいがくのじんぶついちらん）は、大阪電気通信大学に関係する人物の一覧記事。

## 教職員
- 大石利光(理事長兼学長) - 実業家、元コナミスポーツ代表取締役社長、元日本フィットネス産業協会副会長
- いしぜきひでゆき(デジタルアート・アニメーション学科) - 漫画原作者・シナリオライター
- 山路敦司(デジタルアート・アニメーション学科) - 作曲家
- 楓大介(デジタルアート・アニメーション学科) - 写真家
- 原久子(デジタルアート・アニメーション学科) - アートディレクター
- ナガタタケシ(デジタルアート・アニメーション学科) - 映像作家
- さくまあきら(デジタルアート・アニメーション学科) - ゲームデザイナー・構成作家
- 対馬勝英(デジタルゲーム学科) - 理論物理学
- 上善恒雄(デジタルゲーム学科) - 情報学者
- 松村雅史(医療福祉工学科) - 笑いを測定する爆笑計を製作
- 小柳磨毅(理学療法学科) - スポーツ系リハビリ、理学療法士
- 升谷保博(情報学科) - レスキューロボットコンテスト発案者
- 高橋智隆(情報学科) - ロボットクリエーター、株式会社ロボ・ガレージ代表取締役社長
- 河合利幸(情報工学科) - 情報工学者、計算機工学者。

## 主な出身者

### 芸能
- 速水けんたろう - 歌手・タレント、元NHK「歌のおにいさん」
- 松本隆博 - ミュージシャン、ヒューマックス取締役
- 石橋正次 - 歌手・俳優
- 南出雅之 - テレビ宮崎のアナウンサー
- 天上博規 - ミュージシャン。LEGONIC TRAPリーダー
- みょーちゃん - お笑いピン芸人
- ハラノマイスター - お笑いピン芸人
- おいでやす小田- お笑いピン芸人　　※中退

### 文化
- 辻横由佳 - 作曲家。ファイアーエムブレムシリーズのBGM
- 山下絹代 - 作曲家。悪魔城ドラキュラ、エスパードリームなど多数
- 赤田勲 - ゲームクリエイター
- 小島秀夫 - ゲームクリエイター
- 岡田斗司夫 - 著述家。オタキング、ガイナックス初代社長　※除籍

### その他
- 三戸正宏 - JAひろしま代表理事組合長、JA呉元代表理事組合長
- 松尾一 - Jリーグ主審・国際主審